# Euptilon normale
Euptilon normale is een insect uit de familie van de mierenleeuwen (Myrmeleontidae), die tot de orde netvleugeligen (Neuroptera) behoort. 
Euptilon normale is voor het eerst wetenschappelijk beschreven door Banks in 1942.